# ATACS

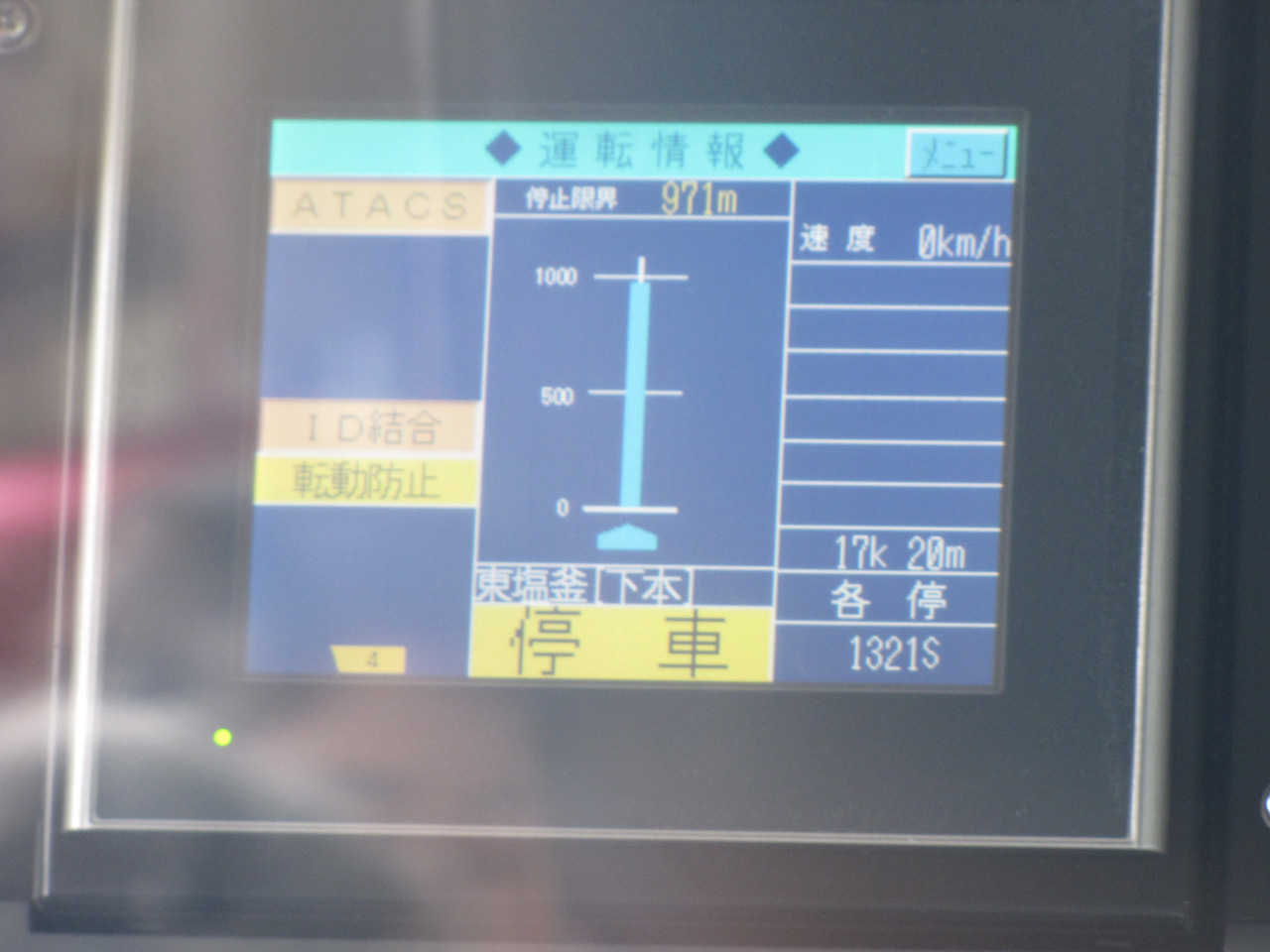
Az ATACS információs kijelzője

Az ATACS vagy Advanced Train Administration and Communication System egy japán fejlesztésű vasúti biztosítóberendezés.

## Története
Japán mindig is nagy érdeklődést mutatott az ERTMS irányában. Japán hosszú évek óta fejleszti saját, az ERTMS 3-as szintjének szolgáltatási színvonalával egyenértékű komplex közlekedésirányítási rendszerét. Az ATACS (Advanced Train Administration and Communication System) névre hallgató rendszer fejlesztése 1995-ben kezdődött, és mintegy 10 éven keresztül tartott, amelyet az első üzemszerű telepítések megindítása követet.
Maga a rendszer teljes mértékben megfeleltethető az ETCS 3-as szintjének: digitális rádiókommunikáció szolgálja a pálya és a fedélzet közötti kommunikációt; kétirányú információátvitel zajlik; a vonatpozíció és vonategység érzékelésében a főszerep a járműé, így a sínáramkörök és a tengelyszámlálók nélkülözhetőek; a pályamenti jelzők is feleslegessé válnak. Az egyetlen lényegi különbség, hogy kialakítása folytán az ATACS a sorompó- és az állomási biztosítóberendezések aktív vezérlésére is képes a kétirányú rádiókommunikáció segítségével.
Jóllehet Japán szigetország lévén nem kell, hogy elkötelezett legyen az átjárhatósági irányelv tekintetében, az ATACS exportképes termékként vetélytársa lehet az ETCS-nek, különösen az Európától távol eső régióban.